# Kruispunt Beugen
Kruispunt Beugen is de voormalige naam van twee treinstations in de nabijheid van Oeffelt, waarbij Kruispunt Beugen (Hoog) gelegen was aan de Maaslijn en Kruispunt Beugen (Laag) aan het Duits Lijntje. Om verwarring met Station Oeffelt te voorkomen, werd het vernoemd naar het nabijgelegen dorp Beugen. Men kon hier overstappen bij het hoge station van de spoorlijn van de Staatsspoorwegen naar het lage station van de spoorlijn van de NBDS.

## Kruispunt Beugen (Laag)
Het station (verkorting: "Bug") werd geopend op 1 juni 1883 voor passagiers. Het werd gesloten op 17 september 1944. Het houten stationsgebouw bleef staan tot 1970.
De sporen van de SS en de NBDS waren sinds 1884 verbonden met een verbindingsboog voor goederentreinen. Later werd de boog gebruikt voor bedevaartgangerstreinen naar Kevelaer. In 1978 werd de verbindingsboog gesloopt.

## Kruispunt Beugen (Hoog)
Het station (verkorting: "Bgk") werd geopend op 1 juni 1883 als Station Beugen, de naam werd rond 1900 gewijzigd in Beugen (Kruispunt) en rond 1912 in Kruispunt Beugen. Het station werd gesloten op 27 september 1944.
Het stationsgebouw was een combinatie van een woning en een station. Het woongedeelte had een puntgevel en een erker. Het lange, lage gebouw had eveneens een puntgevel bij de ingang van het station.

## Heden
De verhoogde ligging van de Maaslijn duidt dat hier eerder het Kruispunt heeft gelegen. Ter plaatse ligt nog steeds  dubbel spoor over een lengte van 1 kilometer. Met het verdwijnen van het Duits Lijntje heeft de natuur rond dit voormalige station vrij spel gekregen. In 1997 zijn de restanten van de stenen trappen naar Kruispunt Beugen (Hoog) verwijderd. Een honderdtal meter verder is deze plek nog wel te bereiken via een andere trap. Vaak wordt de kruising van de N264 en de Maaslijn verward met de eigenlijke locatie van Kruispunt Beugen.

## Afbeeldingen

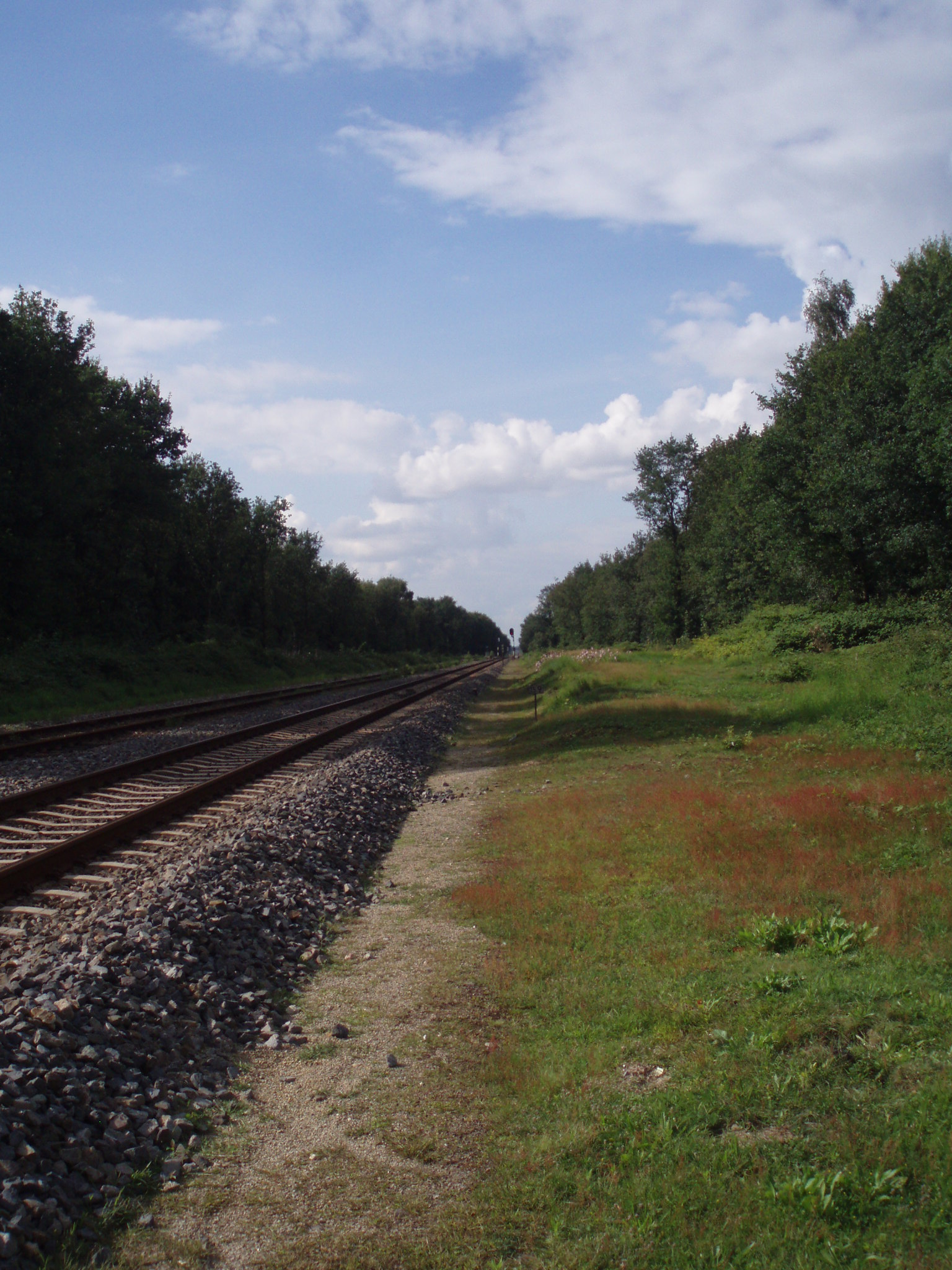
Kruispunt Beugen (Hoog) anno 2007
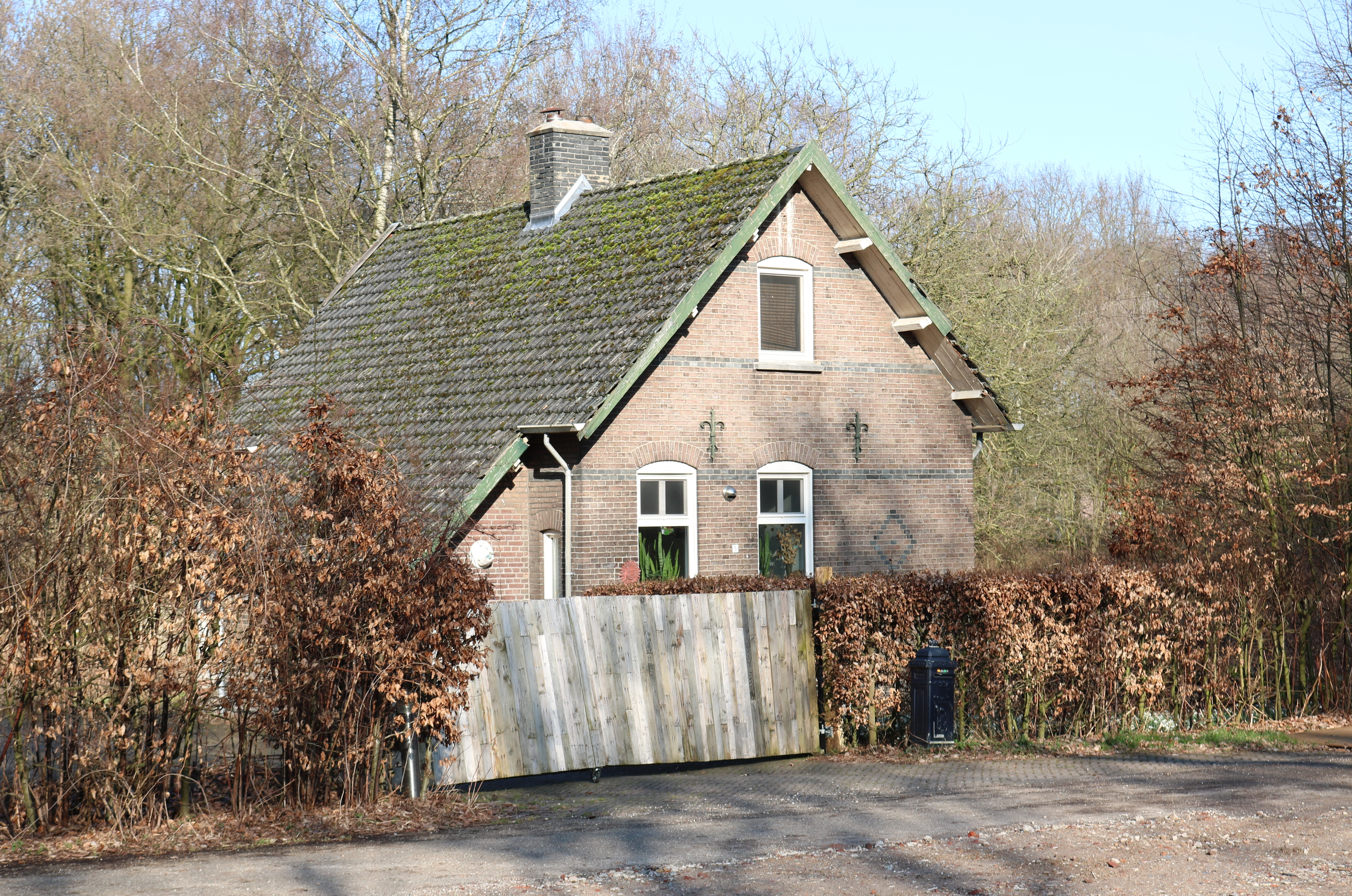
Wachterswoning 28 in de voormalige verbindingsboog van Kruisingsstation Beugen (Laag)
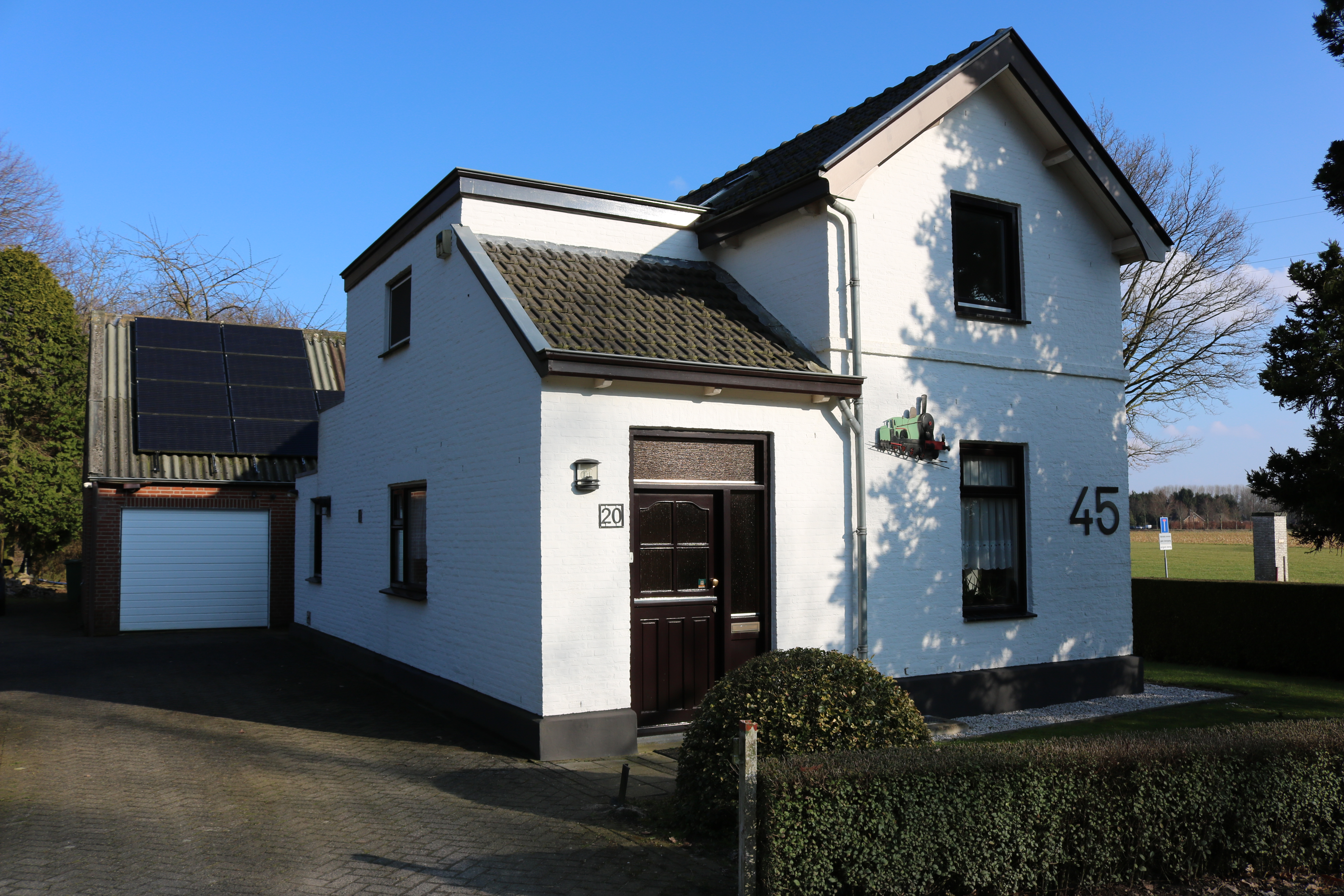
Overwegwachterswoning 45 bij het begin van de voormalige verbindingsboog van Kruisingsstation Beugen (Laag)